# IEEE/ACM網絡學報
IEEE/ACM網絡學報(IEEE/ACM Transactions on Networkings、)是一份由IEEE通信學會(IEEE Communications Society)、IEEE計算機學會(IEEE Computer Society)及计算机协会(SIGCOMM)雙月出版的科學期刊，期刊內文著重在通信網絡領域方面的探討研究。
在2009的報告裡，本期刊的影响因子位居所有的計算機科學期刊中的第二位。

## 外部連結
- IEEE/ACM（页面存档备份，存于）